# Lamprospilus calatia
Lamprospilus calatia is een vlinder uit de familie van de Lycaenidae. De wetenschappelijke naam van de soort werd als Thecla calatia in 1873 gepubliceerd door William Chapman Hewitson.